# Earl Nugent
Earl Nugent war ein erblicher britischer Adelstitel in der Peerage of Ireland.

## Verleihung und Geschichte des Titels
Der Titel wurde am 21. Juli 1776 von König Georg III. an Robert Craggs-Nugent, 1. Viscount Clare, verliehen. Diesem waren bereits am 19. Januar 1767 ebenfalls in der Peerage of Ireland die Titel Viscount Clare und Baron Nugent, of Carlanstown in the County of Westmeath, verliehen worden.
Da sein einziger legitimer Sohn Edmund Nugent bereits 1771 kinderlos gestorben war, wurde ihm der Earlstitel mit dem besonderen Zusatz verliehen, dass er in Ermangelung eigener männlicher Nachkommen auch an den Gatten seiner Tochter Mary Elizabeth Nugent, George Temple-Grenville, 1. Marquess of Buckingham, vererbbar sei. Entsprechend beerbte ihn dieser bei seinem Tod am 13. Oktober 1788 als 2. Earl Nugent, während die anderen beiden Titel erloschen. Der Marquess ergänzte daraufhin seinen Familiennamen zu Nugent-Temple-Grenville. Er hatte bereits die britischen Titel 1. Marquess of Buckingham, 3. Earl Temple, 4. Viscount Cobham und 4. Baron Cobham inne.
Dessen Sohn, der 2. Marquess, wurde Generalerbe seines Schwiegervaters James Brydges, 3. Duke of Chandos († 1789) und ergänzte deshalb 1799 seinen Familiennamen zu Temple-Nugent-Brydges-Chandos-Grenville, ein Unikum auch unter britischen Adligen. 1822 wurde er in der Peerage of the United Kingdom zum Duke of Buckingham and Chandos, Marquess of Chandos und Earl Temple of Stowe erhoben.
Dessen Enkel, dem 3. Duke, wurde 1868 auch der schottische Titel 10. Lord Kinloss bestätigt. Als er am 26. März 1889 ohne männliche Nachkommen starb, erloschen das Earldom Nugent, das Dukedom und seine übrigen Titel mit Ausnahme der Titel Earl Temple of Stowe, Viscount Cobham, Baron Cobham und Lord Kinloss, die in weiblicher Erbfolge an verschiedene entfernte Verwandte fielen.

## Liste der Earls Nugent (1776)
- Robert Craggs-Nugent, 1. Earl Nugent (1702–1788)
- George Nugent-Temple-Grenville, 1. Marquess of Buckingham, 2. Earl Nugent (1753–1813)
- Richard Temple-Nugent-Brydges-Chandos-Grenville, 1. Duke of Buckingham and Chandos, 3. Earl Nugent (1776–1839)
- Richard Temple-Nugent-Brydges-Chandos-Grenville, 2. Duke of Buckingham and Chandos, 4. Earl Nugent (1797–1861)
- Richard Temple-Nugent-Brydges-Chandos-Grenville, 3. Duke of Buckingham and Chandos, 5. Earl Nugent (1823–1889)